# مراد دالکیلیچ
مراد دالکیلیچ (انگلیسی: Murat Dalkılıç؛ زادهٔ ۷ اوت ۱۹۸۳) یک موسیقی‌دان و خواننده اهل ترکیه است. وی از سال ۲۰۰۸ میلادی تاکنون مشغول فعالیت بوده‌است. او در ازمیر به دنیا آمد و در کوش‌آداسی زندگی کرد و در ۱۵ سالگی شروع به یادگرفتن پیانو کرد و اولین گروه خود را تشکیل داد.

## زندگی شخصی
وی در سال ۲۰۱۵ با مروه بولگور بازیگر مشهور ترکیه ازدواج کرد، اما در سال ۲۰۱۷ این دو از هم جدا شدند؛ دلیل طلاق آنها خیانت مراد به مروه بوده‌است. مراد پس از آن با هانده ارچل بازیگر ترکیه‌ای رابطه داشت. آنها نیز پس از ۲ سال از یکدیگر جدا شدند. مراد حدود یک سال و چند ماه پس از جدایی از هانده ارچل که ادعا می‌شود درخواست جدایی از هانده بوده با ستاره آکباش که در سریال تو در خانه‌ام را بزن با هانده ارچل همبازی بودند وارد رابطه شد و همچنان مراد و ستاره با هم هستند.